# Coup de tête
Coup de tête is een Franse film van Jean-Jacques Annaud die werd uitgebracht in 1979.
Voor zijn vertolking als monsieur Sivardière in deze film kreeg Jean Bouise een César in 1980 als Beste acteur in een bijrol. In de voetbalscènes in de film spelen een aantal toenmalige spelers van AJ Auxerre en Troyes AC mee. Deze scènes werden ook gedraaid tijdens de rust van een reguliere match tussen beide ploegen. Guy Roux leverde voetbaladvies aan de scenarioschrijver en regisseur.

## Samenvatting
François Perrin maakt deel uit van de voetbalploeg van het stadje Trincamp. Hij heeft een opvliegend karakter. Op training doet hij Berthier, de beste speler, ongewild vallen. Daardoor vliegt hij uit de ploeg. Wat later verliest hij ook zijn werk want de voetbalclubvoorzitter is eveneens de baas van het bedrijf waar hij werkt. En ten slotte wordt hij ook aan de deur gezet van 'Le Pénalty', zijn stamcafé, waar hij door Berthier werd uitgedaagd. Uitgespuwd door allen is hij van plan Trincamp te verlaten. Tot overmaat van ramp schuift men hem ook nog een poging tot verkrachting in de schoenen ...

## Rolverdeling
- Patrick Dewaere : François Perrin
- France Dougnac : Stéphanie
- Jean Bouise : Sivardière, de voorzitter van de voetbalclub van Trincamp, baas van het grootste bedrijf in de streek
- Michel Aumont : Brochard, de autoconcessionair
- Paul Le Person : Lozerand, de meubelhandelaar
- Corinne Marchand : mevrouw Sivardière
- Robert Dalban : Jeanjean
- Bernard-Pierre Donnadieu : Lucien, 'la bête'
- Janine Darcey : de secretaresse
- Catherine Samie : mevrouw Bertrand
- Dora Doll : de non
- Dorothée Jemma : Marie
- Maurice Barrier : Berri, de cafébaas van 'le Penalty'
- Hubert Deschamps : de gevangenisdirecteur
- Gérard Hernandez : de politie-inspecteur
- Michel Fortin : Langlumey, de trainer
- Patrick Floersheim : Berthier
- Marianne Lors : mevrouw Berthier
- François Dyrek : de chauffeur van de eerste camion
- Jacques Frantz : de chauffeur van de tweede camion
- Jacques Monnet : de hotelexploitant
- Jean-Pierre Darroussin : de fotograaf
- Mario David : de verzorger